# Маркопулон (дим)
Марко́пулон (греч. Δήμος Μαρκοπούλου Μεσογαίας) — община (дим) в Греции. Входит  в периферийную единицу Восточная Аттика в периферии Аттика. Включает сообщество Маркопулон-Месойеас. Население — 20 040 жителей по переписи 2011 года. Площадь — 81,844 квадратных километра. Плотность — 244,86 человек на квадратный километр. Административный центр — Маркопулон. Димархом на местных выборах 2014 года выбран Сотириос Метенитис (Σωτήριος Μεθενίτης).
В 1912 году (ΦΕΚ 262Α) было создано сообщество Маркопулон, в 1915 году (ΦΕΚ 250Α) переименовано в Маркопулон-Месойеас, в 1964 году (ΦΕΚ 185Α) создана община.

## Население
| Год  | Население, человек |
| ---- | ------------------ |
| 1991 | 9356               |
| 2001 | 13 644             |
| 2011 | ↗ 20 040           |